# Azab

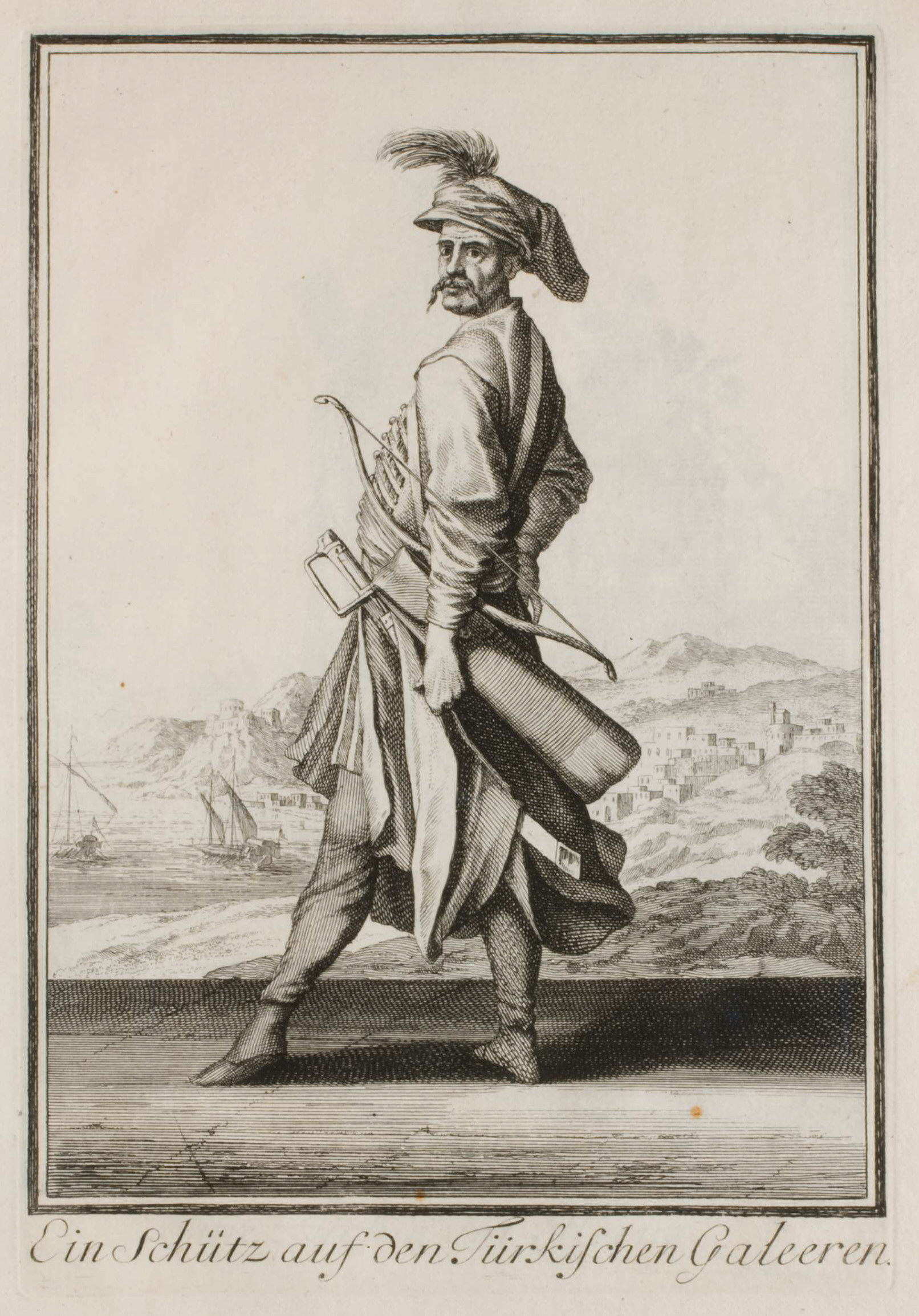
Un Azab en 1703.

L'Azab (en Turc ottoman : عزب ; en Turc : Azab, de l'arabe signifiant "célibataire" ) aussi appelé Asappe ou Asappi est une unité irrégulière d'infanterie légère de l'armée ottomane.
Ils étaient surnommés les "célibataires", étant volontaires, ils étaient payés seulement durant les campagnes militaires du Sultan, et pouvaient quitter l'armée quand ils le désiraient.
Les Azabs sont initialement des Turcs anatoliens, bien qu'à la fin du XVIe siècle, des musulmans de n'importe quelle province de l'Empire intégraient leurs rangs.
Leur rôle principal étaient de faire office d'archer à pied durant la bataille, bien qu'ils fussent en certaines occasions montés. En plus d'officiers dans l'armée, certains étaient également des gardes de hauts dignitaires.
En tant que volontaire, l'Azab possédait une gamme d'armes très variées, au gré de chaque homme, arc, arbalète, sabre, masse, hallebarde, et, plus tardivement, armes à feu.

## Réformes
Avec le temps, le statut de l'Azab évolua, autrefois vu par certains comme des rivaux des Janissaires, en 1839, la proclamation du Hatt-i Sharif rend la conscription obligatoire dans l'Empire, et transforme ce corps irrégulier et volontaire de l'armée en unité du service militaire. Avec cette nouvelle fonction, les Azabs étaient relégués à des tâches moindres dans la bataille, comme le transport de munitions ou le démembrement des murs ennemis.